# 25 mm сдвоено универсално оръдие 2М-3
2М-3 е двустволна корабна автоматична артилерийска установка калибър 25 mm. То е средство за самоотбрана на корабите, използва се за поражение на цели по балистична траектория на далечини до 3000 m. Производството се води от Туламашзавод.
Други названия: КЗАУ „2м3“ (корабна зенитна автоматична установка „2м3“).

## История на създаването
На 27 февруари 1945 г. АНИМИ (Артилерийски научноизследователски морски институт) дава на промишлеността тактико-техническото задание за 25 mm сдвоена палубна автоматична установка „2М-3“ (надолу – АУ 2М-3), предназначена за въоръжение на торпедните катери пр. 183 и 184. Уточненото тактико-техническо задание е утвърдено от зам. Главкома на ВМФ на СССР на 14 март 1947 г.
Проектирането на АУ 2М-3 започва по постановление на Съвет на министрите на СССР № 1523-549сс от 2 април 1949 г. и се води от ОКБ-43 (главен конструктор А. С. Харикин). Техническият проект за АУ 2М-3 е разработен през 1947 г. и утвърден от зам. Главкома на ВМФ на 1 август 1947 г. Работните чертежи на АУ 2М-3 са утвърдени на 3 юли 1948 г.
За новата АУ 2М-3 в ОКБ-16 (главен конструктор А. Е. Нуделман) на базата на автомата 84-КМ е разработен новичт автомат 110-ПМ. При това балистиката и боеприпасита на автомата 84-КМ са оставени без изменения. Ескизният проект на автомата 110-ПМ е разработен в ОКБ-16 през 1945 г. в съответствие с тактико-техническото задание на артилерийското управление на Военноморския флот на СССР. След неговото одобрение ОКБ-16 пристъпва към разработката на работните чертежи и производството на опитния образец на автомата 110-ПМ, пропускайнки стадия на техническото проектиране. В периода от 1946 г. до 1948 г. се отработва автомата 110-ПМ върху трите произведени образеца. През ноември 1948 г. на полигонните изпитания на 3-тия образец на автомата 110-ПМ на 4521 изстрел се къса стволната муфа. 4-тия образец на автомата 110-ПМ издържа на изпитания в обем 4789 изстрела, които се провеждат от 7 септември 1949 г. до 19 януари 1950 г. През 1950 г. ОКБ-16 изготвя 5-и образец на автомата 110-ПМ с отчитане на всички предишни забележки и го представя за държавни полигонни изпитания (от 8 август до 13 декември 1950 г.) в обем 7201 изстрела. Автомата 110-ПМ издържа на изпитанията, и е препоръчан за приемане на въоръжение.
Хидравликата на АУ 2М-3 е направена от завод № 46 по чертежите на ЦНИИ-173.
През 1949 г. са произведени три опитни образеца на АУ 2М-3: два за катери и един за Ржевския полигон. Всички те не се справят с полигонните и корабните изпитания, и АУ на ВМФ на СССР на 14 декември 1949 г. взема решение за преработка на чертежите за изготвянето на новия образец на АУ 2М-3 със съответните изменения в неговото ТТЗ. Новите работни чертежи на АУ 2М-3 са разработени от ОКБ-43 в периода февруари-май 1950 г. Опитният образец на АУ 2М-3 е произведен от завод № 535 през октомври 1950 г. Този образец АУ 2М-3 минава общи заводски и полигонни изпитания през ноември-декември 1950 г. успешно. Комисията го препоръчва за корабни изпитания. През същата 1950 г. завода № 535 изготвя още три опитни образеца на АУ 2М-3 (с автомата 110-ПМ), които преминават държавните си корабни изпитания на торпедния катер от пр. 183 от 26 януари до 5 март 1952 г. Отбелязана е ненадежността на автомата 110-ПМ и редица други недостатъци. По решение на държавната комисия образецът АУ 2М-3 следва да се доработи и да се проведат повторни държавни корабни изпитания, които са успешно извършени от 20 октомври до 5 ноември 1952 г., а отчета за тях е утвърден на 25 ноември 1952 г.
АУ 2М-3 с автомата 110-ПМ е приета на въоръжение с постановление на Съвета на Министрите на СССР № 659 – 336 от 27 февуари 1953 г. и Заповед на Военноморския Министър на СССР Н. Г. Кузнецов № 00159 от 5 март 1953 г.

## Принцип на работата
Ствола на автомата 110-ПМ е моноблок, затварянето на канала е бутално. Автоматиката работи за сметка на енергията на отката при къс ход не ствола. Основната конструктивна особеност тук е принудителният откат на механизма на затварянето в задно положение, което е нужно за подсигуряване на надеждността на автомата. След края на съвместния откат на ствола и механизма за затваряне, последният (заедно със стреляната гилза) по време на наката на ствола принудително продължава отката до крайно задно положение. Спирача на отката е хидравличен. Пружинният накатник е надянат на ствола.
Подаването на боеприпаси в автомата 110-ПМ лентово двустранно (въпреки че автоматите от първите серии допускат и пълнително подаване по 7 патрона). Лентата е метална, разглобяема, поставена в кръгъл пълнител с 65 патрона, общото тегло на който е 55,07 kg.
Люлеещата се част на установката представляват 2 люлки. За осъществяване на вертикалната наводка на долната люлка има зъбен сектор, влизащ в сцепление с винта на редуктора. Лявата и дясната връзка съединяват задните краища на горната и долната люлки и заедно с тях и станини те образуват паралелограм. Тази връзка на люлките дава равенство в ъглите на люлеене на двете люлки.
Вертикалната и хоризонталната наводка на АУ 2М-3 става с помощта на хидравлика, две задвижвания, едното от които е свързано с редуктора на вертикалната наводка, а другото – с редуктора за хоризонтална наведка. Хидрозадвижването е предназначено за вертикалната наводка и презареждането (взвод на подвижните части) и на двата автомата. Ъгъла на вертикална наводка на АУ 2М-3 е в пределите от −10° до +85°, а на хоризонталната до 120°. Допълнително има и ръчна наводка, осъществяема от еднин наводчик.
Охлаждането на стволовете на АУ 2М-3 при стрелба е въздушно. Също така при смяна на пълбителите през шланг с насадка в казенната част се подаваь вода за охлаждане на стволовете. Времето за охлаждне с вода е по-малко от 15 секунди.
За водене на стрелба по въздушни и надводни цели на АУ 2М-3 се поставя колиматорен пръстеновиден ракурсен прицел КМТ-25 (механичен кръгъл визьор, монтиран на паралелограмния механизъм).

## Модификации
- 2М-3М, последваща модификация на АУ 2М-3. Отличава се с наличието на новия автомат М-110, получен в хода на преработката на конструкцията на автомата 110-ПМ от инженера на ОКБ-43 К. И. Соколов. Ако при автомата 110-ПМ автоматиката работи само за сметка на енергията на отката при къс ход на ствола, то в новия автомат М-110 допълнително е използвана и енергията на барутните газове, отвеждани от канала на ствола. Тази енергия се използва за работата на газов буфер, предназначен за увеличаване на скоростта на наката на подвижните части. В резултат при изпитанията на автомата 110-ПМ е достигнат темп на стрелбата 470 – 480 изстрела/минута. Подаването на патрони в автомата М-110 е само дясно и само лентъчно. Лентата, пълнителя и патроните са без изменения, като при автомата 110-ПМ.[6]

През 1949 г. завод № 535 сдава 3 установки, през 1950 г. – 4, 1951 г. – 46, 1952 г. – 173, през 1953 г. – 177, през 1954 г. – 275, 1955 г. – 406, 1956 г. – 305 и през 1957 г. – 252 установки. Производството на АУ 2М-3М е прекратено през 1984 г. Крайната цена на една установка през 1951 г. е 527 000 рубли, през 1954 г. – 206 000 рубли, а през 1955 г. – 151 780 р.
- 2М-8, модификация на 25 mm сдвоена установка за въоръжаване на подводни лодки, разработва се в ОКБ-43 от 1946 г. Особеност на установката е вертикалното положение на двата автомата 110-ПМ в една люлка. Въртящата се част на АУ 2М-8 е прикрита с обтекател. Подаването на автоматите 110-ПМ е с пълнители по 7 патрона. АУ 2М-8 е приета на въоръжение през 1954 г. и се произвежда, но вече към края на 50-те години е свалена от подводниците.
- 2М-10, подобрен вариант на 25 mm двуоръдейна установка за подводници, разработена в ОКБ-43 в края на 50-те г. Автоматите за АУ 2М-10 проектира ОКБ-16. През март 1954 г. са завършени полигонните изпитания на опитния образец на АУ 2М-10, който е изпратен във Владивосток за провеждане на корабните изпитания, съвместно с автономна хидротрансмисия, монтирана на установка. АУ 2М-10 не влиза в серийно производство.

## Аналози
25 mm зенитно оръдие Тип 96Оръдието е разработено във Франция в началото на 1930-те години с усилията на известната оръжейна фирма „Хочкис“. През 1934 г. японският флот купува малка бройка от тези оръдия. Тъй като то чувствително превъзхожда остарелият зенитен автомат Vickers QF Mark II британска разработка, използван тогава от японския флот за близката ПВО на корабите, е решено за започване на собствено производство на френското оръдие. То започва през 1936 г. в морския арсенал на град Йокосука.
4М-12025 mm учетворените корабни установки БЛ-120-I и БЛ-120-II, предназначени за въоръжение на тежките крайцери от проекта 82. Първоначално са разработвани от ОКБ-172, а след това в ОКБ-43. Преименувани са на 4М-120-I и 4М-120-II. Характерна особеност са наличието на електрохидравлично задвижване за наводката на установките. Нямат серийно производство. АУ 4М-120 е въоръжение само на ескадрения миноносец от пр. 41 „Неустрашимий“.
БЛ-13025 mm сдвоената корабна установка, резервен вариант в случай на неуспех в разработката на АУ 2М-3. Разработена е от ОКБ-172 през 1950 г. Водещ конструктор на АУ БЛ-130 е А. Л. Константинов. В АУ БЛ-130 също се използват автоматите 110-ПМ, но с устройства за пневмозареждане и амортизиране. По ред характеристики АУ БЛ-130 превъзхожда АУ 2М-3, но в серийно производство влиза последната, тъй като нейната степен на готовност е по-висока.
25 mm/60 Type 61Китайско копие на АУ 2М3, състоящо на въоръжение във ВМС на НОАК. Тип 61 представлява незначително променена АУ 2М-3. Произвежда се по лиценз от 1966 г. Получава широко разпространение във ВМФ на Китай, както и оригиналната АУ 2М3.
ZU-23-2M Wróbel23 mm сдвоената корабна установка ZU-23-2М „Воробей“, полски морски вариант на ЗУ-23-2. Произвеждана от 1979 г. Във ВМФ на Полша е поставяна на корабите вместо АУ 2М3(М), а впоследствие почти напълно я изества.
MK-38 25-mm Machine Gun25 mm едностволната корабна установка Mark 38 е разработена на основата на 25 mm оръдие M242 Bushmaster. Приета е на въоръжение през 1988 г. в качеството на средство за самоотбрана и нападение на корабите на ВМС на САЩ против леки надводни и брегови цели.

## Тактико-технически характеристики
| Тактико-технически характеристики на АУ 2М-3, 2М-3М             |               |              |
| Тип                                                             | АУ 2М-3       | АУ 2М-3М     |
| Дължина на ствола, mm                                           | 2000          | 2000         |
| Дължина на ствола, калибри                                      | 79            | 79           |
| Дължина на нарезната част, mm                                   | няма данни    | 1775         |
| Ъгъл на ВН, градуса                                             | −10°; +85°    | −10°; +85°   |
| Ъгъл на ХН, градуса                                             | 360°          | 360°         |
| Скорост начална на снаряда, m/s                                 | 890           | 890          |
| Скорострелност на едно оръдие, изстрела/минута                  | 270 – 300     | 270 – 300    |
| Дължина на автомата, mm                                         | 2845 (110-ПМ) | 2810 (М-110) |
| Дължина на автомата, калибри                                    | 112 (110-ПМ)  | 111 (М-110)  |
| Радиус на обметание по пламегаситела на долния автомат, mm      | 2150 (110-ПМ) | – (М-110)    |
| Тегло на един автомата, kg                                      | 101 (110-ПМ)  | 110 (М-110)  |
| Дължина на отката, mm                                           | 204 – 206     | няма данни   |
| Дължина на установката, mm                                      | 2845          | 2845         |
| Ширина на установката, mm                                       | 1974          | 2150         |
| Общо тегло на установката без ЗИП и боеприпаси, kg              | 1500          | 1515         |
| тегло на лафета с кранците, kg                                  | 260           | няма данни   |
| Височина на бронята, mm                                         | 900           | 973          |
| Дебелина на бронята, mm                                         | 4             | 4            |
| Прицел разчетен на максималната скорост на въздушните цели, m/s | 150           | 150          |
| Разчет, души                                                    | 2             | 2            |

### Боеприпаси
| Номенклатура на боеприпасите          |                 |                             |                     |                |                          |
| Тип                                   | Индекс/УРАВ ВМФ | Дължина на снаряда, калибри | Тегло на снаряда, g | Тегло на ВВ, g | Взриватели               |
| Бронебойно-трасиращ снаряд            | А3-БР-85        | 4,5                         | 281                 | 4,2            | нет                      |
| Осколочно-запалително-трасиращ снаряд | А3-ОЗР-85       | 4,9                         | 281                 | 11,3           | Б-23, Б-23У, А-23, МГ-25 |
| Осколочно-запалително-трасиращ снаряд | А3-ОЗР-85М      | 5,1                         | 281                 | 20             | Б-23, Б-23У, А-23, МГ-25 |

## На въоръжение
Установкита 2М-3, 2М-3М влизат в състава на въоръжението на големите десантни кораби пр. 1171, малките десантни кораби пр. 450, артилерийските катери пр. 1204, противолодъчните катери пр. 201, торпедните катери пр. 183 и пр.206М, ракетните катери пр. 183-Р, тралчиците пр. 254 м, пр. 264, пр. 266 м, пр. 1258, пр. 1265, граждански съдове и спомагателени съдове на ВМФ, в т.ч. от проектите 431, 771, 562, 706, 437, 561, 433, 514, 560, 512, 770 и др. Фактически с артсистемите „2М-3“ и „2М-3М“ във флота на СССР са въоръжени над 30 проекта кораби, съдове и катери. До днес АУ 2М-3, 2М-3М са едно от основните средства за самоотбрана и ПВО на съдовете от ВМФ на СССР и Русия.

## Бойно приложение
В Арабо-израелската война от 1973 г. участват египетските и сирийски торпедни катери от пр. 183 и ракетните катери от пр. 183-Р. Но в морските сражения след изразходването от катерите на противокорабните им ракети се изяснява слабата ефективност на АУ „2М-3“, като оръжие за самоотбрана против 40 mm/70 АУ „Breda-Bofors“ Mod.58/11 и 76 mm АУ „OTO Melara“ на израелските Ракетни катери тип „Саар-2“, „Саар-3“ и „Саар-4“.
В Гражданската война в Сирия има използване на установките във вид на гънтрак на база от ЗИЛ-131. Дадената артилерийска установка, очевидно, е демонтирана от списани от сирийските ВМС стари катери или тралчици. Камиона, възможно, принадлежи на сирийската морска пехота, която води бойни действия в планините на Латакия.